# Nem zörög a haraszt
A Nem zörög a haraszt (eredeti címén angolul: The Moving Finger) Agatha Christie bűnügyi regénye, ami először 1942 júliusában jelent meg az Amerikai Egyesült Államokban a Dodd, Mead and Company kiadásában, majd egy évvel később, 1943 júniusában az Egyesült Királyságban a Collins Crime Club gondozásában. Magyarországon először A láthatatlan kéz címen a Hunga-Print mutatta be 1993-ban Kertész Gabriella fordításában, majd az Európa Könyvkiadó gondozásában is megjelent 2009-ben Prekop Gabriella fordítása nyomán.
A műben a Burtons-testvérpár egy kis faluba érkezik, ahol hamarosan egy rejtélyes és névtelen levelet kapnak, amiben az a vád éri őket, hogy ők valójában nem egy testvér-, hanem egy szerelmespár. A településen tartózkodik Miss Marple is, ahol mint kiderül, nem csak ők kaptak ilyen hangvételű névtelen leveleket. Amikor a falu egy ismert tagját holtan találják, mellette egy ilyen levéllel, elindul a találgatás, hogy vajon ki lehetett az elkövető, akit végül csak egy csali segítségével tudnak elkapni.

## Cselekmény
Jerry és Joanna Burton londoni testvérpár, akik egy Lymstock nevű álmos településen bérelnek házat Miss Bartontól. Jerry korábban egy repülőgép-balesetben súlyosan megsérült és felépülése érdekében költözik ide húgával. Megérkezésük és a helyi lakosok megismerése után névtelen mocskolódó levelet kapnak, mely azzal vádolja őket, hogy valójában nem testvérek, hanem szeretők.
Hamar megtudják, hogy a településen sokan mások is kaptak hasonló hangvételű levelet. Bár ezek mindegyike nyilvánvalóan hamis vádakat tartalmaz, feldúlják a kisváros lakóinak életét. Mrs. Symmingtont, a helyi ügyvéd feleségét holtan találják, miután levelet kapott, mely szerint nem férje, Mr. Dick Symmington második gyermekük valódi apja. A nő testét egy kálium-cianidot tartalmazó pohár és egy összegyűrt, „nem tudom folytatni” feliratú papírfecni mellett fedezik fel.
A halottkém jelentése szerint az asszony öngyilkos lett és a rendőrség hajtóvadászatot indít a névtelen levélíró ellen. Mrs. Symmington első házasságából származó lánya, az esetlen és slampos, húszéves Megan Hunter pár napra a Burton testvérekhez költözik.
Burtonék házvezetőnője, Partridge telefonhívást kap Agnestől, Symmingtonék cselédlányától, aki zaklatottnak tűnik és tanácsra van szüksége. Agnes nem érkezik meg a tervezett találkozójukra és Symmongtonék házában sem találják meg, ezért Jerry telefonhívást kezdeményez. Másnap a lány holttestét Megan Hunter fedezi fel a lépcső alatti raktárban.
A Scotland Yard nyomozója kezd el foglalkozni az üggyel. Kikövetkezteti, hogy a levélíró/gyilkos egy középkorú nő, aki Lymstock köztiszteletnek örvendő lakója. A nyomozás zátonyra fut, a helyi lelkész felesége meghívja a településre ismerősét, a gyilkossági ügyekben szakértő Miss Marple-t. Jerry több nyomot felvázol az idős hölgy előtt és saját elméleteit is megosztja vele. Elsie Holland, a Symmington gyerekek nevelőnője névtelen levelet kap. A rendőrség rajtakapta Aimée Griffith-et, a helyi doktor nővérét, amint ugyanazzal az írógéppel címezi meg a levelet, amivel a korábbiakat is készítették, és letartóztatják.
Orvosi vizsgálatára Londonba utazva Jerry egy hirtelen ötlettől vezérelve magával viszi Megant és Joanna varrónőjével átalakíttatja a lány elhanyagolt külsejét. Jerry rádöbben, hogy beleszeretett a lányba, Lymstockba visszatérve megkéri a kezét, de Megan kikosarazza. A férfi elnyeri Mr. Symmington jóváhagyását a további kitartó udvarláshoz, de Miss Marple azt tanácsolja neki, egy napig még ne keresse a lányt, mert fontos feladata lesz.
Este Megan megzsarolja mostohaapját, utalva rá, hogy bizonyítéka van arra, ő ölte meg édesanyját. Mr. Symmington higgadtan átad neki némi pénzt, de nem ismeri el a vádakat. Éjszaka altatót ad Megannek és a gáztűzhely segítségével akar végezni vele. Jerry és a rendőrség Miss Marple tanácsára rajtaütnek, Jerry megmenti Megant és Symmington vallomást tesz felesége és Agnes gyilkossága ügyében.
Miss Marple elmagyarázza, hogy a levelek csupán elterelésül szolgáltak: nem (a pletykákat minden bizonnyal jól ismerő) helybéli nő küldte őket, hiszen egyik vádnak sem volt semmilyen valós alapja. Egyetlen személynek állt érdekében Mrs. Symmington halála, a férjnek. Beleszeretett a gyönyörű Elsie Hollandba, ezért a jogi munkájából ismert esetet lemásolva névtelen leveleket írt. Az egyetlen levelet, mely nem tőle származott, Elsie-nek küldték. Aimée Griffith írta, aki évekig reménytelenül szerelmes volt a férfiba. Miss Marple felállított egy csapdát, felbérelve Megant apja provokálására, amivel Symmington újabb gyilkossági kísérletre szánhatja el magát.
A sikeres nyomozás után Megan rájön, mégis szereti Jerryt és hozzámegy feleségül. Jerry megvásárolja Miss Barton házát, Joanna pedig a doktorral házasodik össze és szintén Lymstockban telepszik le. Emily Barton és Aimée Griffith világkörüli hajóútra indul.

## Magyar megjelenései
Prekop Gabriella fordításában:
- (2009), Budapest, Európa Könyvkiadó, ISBN 9789630788465 (keménytáblás, 258 oldal)

Kertész Gabriella fordításában:
- (1993), Budapest, Hunga- Print Nyomda és Kiadó, ISBN 963841314X (kartonált, 220 oldal)

## Fordítás
- Ez a szócikk részben vagy egészben  a   The Moving Finger című angol Wikipédia-szócikk fordításán alapul.  Az eredeti cikk szerkesztőit annak laptörténete sorolja fel. Ez a jelzés csupán a megfogalmazás eredetét és a szerzői jogokat jelzi, nem szolgál a cikkben szereplő információk forrásmegjelöléseként.